# D’Entrecasteaux-Nationalpark
Der D’Entrecasteaux-Nationalpark ist ein 1.200 km² großer Park im Südwesten von Western Australia, Australien.

## Lage
Von Black Point nahe Augusta erstreckt sich der Nationalpark auf einer Länge von 130 km entlang der Küste bis Long Point bei Walpole. Er reicht dabei bis zu 20 km ins Landesinnere. Um an die Strände entlang der Küste zu gelangen, benötigt man in der Regel ein Fahrzeug mit Allradantrieb. Nur Windy Harbour und das Broke Inlet können mit normalen Fahrzeugen erreicht werden. Durch den Park fließen der Donnelly, Warren und Shannon River.

## Geschichte
Es wird angenommen, dass Aborigines bereits vor 47.000 Jahren den Südwesten von Westaustralien besiedelt haben. Die ältesten archäologischen Funde im Park lassen sich auf ein Alter von 6.000 Jahren datieren. An vielen Stellen im Park finden sich Steinartefakte, Hinweise auf Grabstätten und mythologisch bedeutende Orte der australischen Ureinwohner.
Der Nationalpark trägt den Namen des französischen Seefahrers und Entdeckers Admiral Joseph Bruny d’Entrecasteaux, der 1792 die Gegend des heutigen Nationalparks erkundet und Point D’Entrecasteaux benannt hatte.

## Park
Sechs verschiedene Landschaftsformen kann man im Park identifizieren:
- Wald, geprägt von hohen Exemplaren des Karri- (Eucalyptus diversicolor) und des „Jarrah“-Baumes (Eucalyptus marginata)
- Savanne, mit „Peppermint“-Baum (Eucalyptus dives) und Banksia-Arten
- Küstendickicht
- Feuchtgebiete und Sümpfe
- Küste, mit
  - Kalkstein- und Basaltklippen, wie Point D'Entrecasteaux, Cliffy Head und Black Point
  - umfassenden Wanderdünen wie Yeagerup, Callcup, Meerup und Doggerup
  - breite Strände und Vordünen
- Inselberge wie Mount Chudalup und Pingerup[4]

## Flora und Fauna
Im Nationalpark leben 20 Säugetier-, mindestens 120 Vogel-, 28 Reptilien- und 15 Amphibienarten.